# Killzone Mercenary
Killzone Mercenary est un jeu vidéo de tir en vue à la première personne développé par Guerrilla Cambridge et édité par Sony Computer Entertainment pour PlayStation Vita, sorti le 4 septembre 2013 en Europe.

## Synopsis
Arran Danner est un mercenaire de la société militaire privée Phantom Talon Corp engagé par l'ISA pour repousser l'invasion de Vekta par les Helgastes. Pour ce faire, il doit sauver des griffes du Colonel Viktor Kratek l'Amirale Alex Gray, dirigeante de la défense de la lune vektane Diortem, puis aller récupérer des données stratégiques sur un croiseur helgast abattu.
Deux ans plus tard, lors de la contre-invasion vektane de Helgan, Danner est réembauché par l'Amirale Grey pour évacuer l'ambassade vektane sur Helgan qui est assiégée par les forces hegastes. S'il ne parvient pas à sauver l'ambassadeur Sepp Harkin, ni la femme de ce dernier, il parvient en revanche à sauver leur fils Justus et Mandor Savic, un scientifique helgast qui a fait défection. Ce scientifique lui révèle que l'ISA a mis au point une arme biologique sont le code est encrypté dans l'ADN du gamin. Danner devra alors faire un choix qui peut changer l'issue de la guerre.

## Contenu
Pour la première fois dans une campagne de Killzone, le joueur pourra se battre aux côtés des forces Helghast en plus des spécialistes de l'ISA, en effectuant des missions que les soldats réguliers ne peuvent ou ne veulent pas faire. En tant que mercenaire, le joueur est libre de décider quelles tactiques et munitions utiliser pour remplir un contrat. Les employeurs récompenseront les joueurs avec des armes et de l'argent si la mission est réussie.
Le jeu utilisera les écrans tactiles avant et arrière de la PS Vita.
Une campagne solo de 9 heures est annoncée, avec un mode multijoueur comptant 3 modes de jeu et 8 cartes capables d'accueillir jusqu'à 8 participants.